# Capsodes sulcatus
Espèce
Capsodes sulcatus (la grisette de la vigne) est une espèce d'insectes hémiptères hétéroptères (punaises) de la famille des Miridae, originaire d'Europe occidentale.
Cet insecte polyphage est notamment un ravageur de la vigne.

## Synonymes
- Lopus sulcatus Fieber, 1861
- Capsodes vidali Wagner, 1959